# Tempo di arresto
Nella teoria della probabilità, in particolare nello studio dei processi stocastici, un tempo di arresto, conosciuto anche come tempo di Markov, è uno specifico tipo di "tempo casuale", il cui valore dipende solo dagli eventi successi prima o nell'istante stesso. Ad esso può essere associato una regola di arresto, ovvero una regola per definire il tempo d'arresto.
Uno dei risultati più importanti sui tempi di arresto è il teorema di arresto opzionale di Doob.

## Definizione
Rispetto a una sequenza di variabili aleatorie {\displaystyle X_{1},X_{2},\ldots } un tempo di arresto {\displaystyle T} è una variabile aleatoria con la proprietà che per ogni {\displaystyle t} l'evento {\displaystyle \{T=t\}} dipende solo dalle variabili {\displaystyle X_{1},X_{2},\ldots ,X_{t}}.
Una definizione più generale può essere data attraverso le filtrazioni: sia {\displaystyle I} un insieme ordinato (ad esempio {\displaystyle I=\mathbb {N} } oppure {\displaystyle I=[0,+\infty )}) e sia {\displaystyle (\Omega ,{\mathcal {F}},{\mathcal {F}}_{t},\mathbb {P} )} uno spazio di probabilità con filtrazione {\displaystyle {\mathcal {F}}_{t}}.
Allora una variabile casuale {\displaystyle T} su {\displaystyle \Omega } è detta tempo di arresto se {\displaystyle \{T\leq t\}\in {\mathcal {F}}_{t}} per ogni t in {\displaystyle I}.
In altre parole, è possibile decidere se l'evento {\displaystyle \{T\leq t\}} è accaduto conoscendo gli eventi in {\displaystyle {\mathcal {F}}_{t}}: si dice che {\displaystyle \{T\leq t\}} è {\displaystyle {\mathcal {F}}_{t}}-misurabile.
La definizione può anche richiedere che {\displaystyle P\{T<\infty \}=1}, ovvero che {\displaystyle T} sia quasi certamente finito, ma in alcuni casi questa condizione viene omessa.

## Proprietà
Sono equivalenti i seguenti fatti:
1. {\displaystyle T} è un tempo di arresto
2. l'evento {\displaystyle \{T=t\}\in {\mathcal {F}}_{t},\forall {t\in I}}
3. l'evento {\displaystyle \{T>t\}\in {\mathcal {F}}_{t},\forall {t\in I}}

### Dimostrazione

#### (1) implica (3) e (3) implica (1)
L'evento {\displaystyle \{T>t\}} è pari al complementare di {\displaystyle \{T\leq t\}}per ogni {\displaystyle t} appartenente a {\displaystyle I}, ossia  {\displaystyle \{T>t\}=\{T\leq t\}^{c},\forall {t\in I}}.

#### (1) implica (2)
Dato che {\displaystyle T} è un tempo di arresto si ha che {\displaystyle \{T=t\}={\begin{cases}\{T\leq t\}{\text{ se }}t=\min {(I)}\\\{T\leq t\}-\{T\leq t-1\}{\text{ altrimenti}}\end{cases}}}

#### (2) implica (1)
L'evento {\displaystyle \{T\leq t\}} può essere visto come l'unione di tutti gli eventi {\displaystyle \{T=s\}} per ogni {\displaystyle s\leq t}, ossia {\displaystyle \{T\leq t\}=\bigcup _{s\in I,s\leq t}\{T=s\}}. Considerando che {\displaystyle \{T=s\}} appartiene a {\displaystyle {\mathcal {F}}_{s}} e {\displaystyle {\mathcal {F}}_{s}} appartiene a {\displaystyle {\mathcal {F}}_{t}}, in quanto {\displaystyle s\leq t}, si può dedurre che tutta l'unione degli eventi appartiene a {\displaystyle {\mathcal {F}}_{t}}.

## Istante aleatorio
Se {\displaystyle T} è un tempo di arresto rispetto alla filtrazione {\displaystyle {\mathcal {F}}=({\mathcal {F_{t}}})_{t\in I}} si può definire l'evento {\displaystyle \{T=+\infty \}} come l'intersezione di tutti gli eventi {\displaystyle \{T>t\}}, per ogni {\displaystyle t}, ossia {\displaystyle \{T=+\infty \}=\bigcap _{t\in I}\{T>t\}}. Per la proprietà (1) dei tempi di arresto si ha che l'evento {\displaystyle \{T>t\}} appartiene a {\displaystyle {\mathcal {F}}_{t}} e quindi l'intersezione su tutti i {\displaystyle t} appartiene all'or logico su tutta la filtrazione, ossia {\displaystyle \bigvee _{t\in I}{\mathcal {F}}_{t}}, data dalla {\displaystyle \sigma }-algebra generata dall'unione della filtrazione. Pertanto si definisce la tribù {\displaystyle {\mathcal {F}}_{\infty }=\sigma {\Bigl (}\bigcup _{t\in I}{\mathcal {F}}_{t}{\Bigr )}=\bigvee _{t\in I}{\mathcal {F}}_{t}} con {\displaystyle I=\mathbb {N} }.
Si definisce la tribù {\displaystyle {\mathcal {F}}_{T}=\{A\in {\mathcal {F}}_{\infty }:A\cap \{T=t\}\in {\mathcal {F}}_{t},\forall {t\in I}\}}, che rappresenta l'informazione disponibile ad ogni tempo {\displaystyle t}. Se {\displaystyle (X_{t})_{t\in I}} è un processo stocastico reale e {\displaystyle T} una variabile aleatoria discreta dallo spazio {\displaystyle (\Omega ,{\mathcal {A}},P)} a valori in {\displaystyle I\cup \{+\infty \}}è possibile definire la variabile aleatoria reale {\displaystyle X_{T}}, che assume il valore del processo all'istante aleatorio {\displaystyle T}, come la somma di tutte le {\displaystyle X_{t}} quando {\displaystyle \{T=t\}} più un valore {\displaystyle x\in \mathbb {R} } quando {\displaystyle \{T=+\infty \}}, ossia {\displaystyle X_{T}=\sum _{t\in I}X_{t}\mathrm {I} _{\{T=t\}}+x\mathrm {I} _{\{T=+\infty \}}}, dove {\displaystyle \mathrm {I} _{E}} è la funzione indicatrice dell'evento {\displaystyle E}.

## Criterio di misurabilità ad un istante aleatorio
Se il processo {\displaystyle (X_{t})_{t\in I}} è adattato alla filtrazione {\displaystyle {\mathcal {F}}=({\mathcal {F_{t}}})_{t\in I}} e {\displaystyle T} è un tempo di arresto rispetto a {\displaystyle {\mathcal {F}}}, allora il valore del processo all'istante aleatorio {\displaystyle T} è {\displaystyle {\mathcal {F}}_{T}}-misurabile. In altre parole la variabile aleatoria {\displaystyle X_{T}} è misurabile rispetto alla tribù {\displaystyle {\mathcal {F}}_{T}}.

### Dimostrazione
Per definizione di valore ad un istante aleatorio si ha che {\displaystyle X_{T}=\sum _{t\in I}X_{t}\mathrm {I} _{\{T=t\}}+x\mathrm {I} _{\{T=+\infty \}}}. Dato che {\displaystyle (X_{t})_{t}} è adattato rispetto a {\displaystyle {\mathcal {F}}} si ha che ogni {\displaystyle X_{t}} è {\displaystyle {\mathcal {F}}_{t}}-misurabile. Essendo {\displaystyle T} un tempo di arresto anche la funzione indicatrice dell'evento {\displaystyle \{T=t\}} è {\displaystyle {\mathcal {F}}_{t}}-misurabile, mentre la funzione indicatrice dell'evento {\displaystyle \{T=+\infty \}} è misurabile rispetto alla tribù {\displaystyle {\mathcal {F}}_{\infty }}. Pertanto tutta la somma è misurabile rispetto a {\displaystyle {\mathcal {F}}_{\infty }} e quindi per ogni {\displaystyle B\in {\mathcal {B}}(\mathbb {R} )\Rightarrow \{X_{T}\in B\}\in {\mathcal {F}}_{\infty }}. In altre parole per ogni boreliano {\displaystyle {\mathcal {B}}} della retta reale, l'evento che il valore del processo arrestato al tempo aleatorio {\displaystyle T} appartenga a {\displaystyle {\mathcal {B}}} è misurabile rispetto a {\displaystyle {\mathcal {F}}_{\infty }}.
L'evento {\displaystyle \{X_{T}\in B\}\cap \{T=t\}} è pari all'evento {\displaystyle \{X_{t}\in B\}\cap \{T=t\}}, in quanto {\displaystyle T=t}. Avendo che {\displaystyle \{X_{t}\in B\}\in {\mathcal {F}}_{t}} in quanto il processo {\displaystyle (X_{t})_{t\in I}} è adattato rispetto alla filtrazione e {\displaystyle \{T=t\}\in {\mathcal {F}}_{t}} in quanto {\displaystyle T} è un tempo di arresto rispetto alla filtrazione, anche l'evento intersezione è {\displaystyle {\mathcal {F}}_{t}}-misurabile.
Pertanto {\displaystyle \{X_{t}\in B\}\cap \{T=t\}\in {\mathcal {F}}_{t}\Longrightarrow \{X_{T}\in B\}\in {\mathcal {F}}_{T}}, ossia {\displaystyle X_{T}} è {\displaystyle {\mathcal {F}}_{T}}-misurabile.

## Processo stocastico arrestato ad un tempo aleatorio
Se {\displaystyle X=(X_{t})_{t\in I}} è un processo stocastico reale adattato ad una filtrazione {\displaystyle {\mathcal {F}}=({\mathcal {F_{t}}})_{t\in I}} e {\displaystyle T} è un tempo di arresto rispetto a {\displaystyle {\mathcal {F}}}, si chiama il processo arrestato al tempo {\displaystyle T}, il processo così definito: {\displaystyle X^{|T}=(X_{T\land t})_{t\in I}} , dove {\displaystyle X_{T\land t}={\begin{cases}X_{t}{\text{ se }}T>t\\X_{T}{\text{ se }}T\leq t\end{cases}}}
Il processo arrestato ad un istante aleatorio assume quindi gli stessi valori del processo stocastico originario, per tutti gli istanti inferiori al tempo di arresto, mentre per gli istanti maggiori è pari al valore del processo al tempo di arresto.

### Esempio
Dato un processo {\displaystyle X=(X_{1},X_{2},X_{3},X_{4},X_{5},X_{6},\ldots ,X_{n},X_{n+1},X_{n+2},\ldots )}e un tempo di arresto {\displaystyle T=5}, il processo relativo arrestato {\displaystyle X^{|T}} è definito dai valori delle variabili aleatorie di {\displaystyle X} negli istanti da {\displaystyle 1} a {\displaystyle 5}, mentre dall'istante {\displaystyle 6} in poi assume sempre il valore di {\displaystyle X_{5}}.
{\displaystyle X^{|T}=(X_{1},X_{2},X_{3},X_{4},X_{5},X_{5},X_{5},\ldots ,X_{5},X_{5},\ldots )}

### Misurabilità di un processo arrestato
Dato che {\displaystyle X^{|T}} è un processo derivato da {\displaystyle X=(X_{t})_{t\in I}} e {\displaystyle X} è adattato rispetto alla filtrazione {\displaystyle {\mathcal {F}}=({\mathcal {F_{t}}})_{t\in I}}, anche {\displaystyle X^{|T}} è misurabile rispetto a {\displaystyle {\mathcal {F}}}. Infatti {\displaystyle X_{T\land t}} sono misurabili rispetto a {\displaystyle {\mathcal {F}}_{T\land t}}, per ogni {\displaystyle t\in I} e la tribù {\displaystyle {\mathcal {F}}_{T\land t}} è più piccola o al più uguale a quella di {\displaystyle {\mathcal {F}}_{t}} in quanto {\displaystyle T\land t\leq t}. Quindi anche {\displaystyle X^{|T}} è adattato rispetto a {\displaystyle {\mathcal {F}}}.

## Esempi
Se consideriamo il caso di due persone che giocano a testa e croce, vincendo o perdendo 1 euro (passeggiata aleatoria simmetrica su {\displaystyle \mathbb {Z} }) e con un capitale finito, si possono definire le seguenti regole di arresto:
- Fermarsi dopo una giocata o un certo numero di giocate, ovvero nel caso in cui {\displaystyle \tau } sia un tempo deterministico, è una regola d'arresto.
- Fermarsi quando uno dei due finisce i soldi è una regola di arresto.
- Fermarsi quando uno raggiunge il massimo di vincite non è una regola di arresto, siccome presuppone di conoscere anche le scommesse successive.
- Fermarsi quando uno raddoppia il proprio capitale, se si richiede che il tempo di arresto sia quasi certamente finito, non è una regola di arresto, in quanto c'è una probabilità positiva che questo non accada.